# Hannes Hervieu
Karl Hannes Sanh Furuhagen Hervieu, född 9 april 1989 i Stockholm (Enskede), är en svensk politiker (centerpartist) och ståuppkomiker. 

## Biografi

### Ståuppkomiker
Hannes Hervieu har en bakgrund som komiker och har bland annat uppträtt på Raw comedy club, Norra Brunn och medverkat i både Sveriges Radio och Sveriges television.

### Utbildning
Hannes Hervieu gick Stureakademin 2010 och har även gått Folk och Försvars utbildningsprogram Försvars och Säkerhetsakademin. Hervieu har en kandidatexamen i företagsekonomi från Stockholms universitet.

### Politisk karriär
Under valet 2010 arbetade Hannes Hervieu som valgeneral för CUF Storstockholm. Hannes Hervieu har också jobbat som politisk sekreterare för Centerpartiet i Solna samt Huddinge och verksamhetsutvecklare för Centerstudenter. Han var också kampanjgeneral för Fredrick Federleys EP-kampanj 2014.

#### Förbundsordförande för Centerstudenter
Inför Centerstudenters stämma i Göteborg 2013 kandiderade Hannes Hervieu till förbundsordförande mot Hanna Björklund, men han fick inte valberedningens nominering då de valde att inte stödja en kandidat. På stämman, som hölls den 19-20 april, vann han ordförandestriden.
Hannes Hervieu kandiderade till riksdagen under valet 2014 för Centerpartiet i Stockholms kommun och stod på 4:e plats på riksdagslistan, han fick 407 kryss.

#### Bryssel
Efter sin tid som förbundsordförande så fick Hannes Hervieu arbete som pressansvarig och kommunikationsstrateg för Fredrick Federley i Bryssel.